# Verdwijning van Mekayla Bali
De verdwijning van Mekayla Bali betreft een vermissingszaak van Canadees staatsburger Mekayla Bali, die op 12 april 2016 op 16-jarige leeftijd als vermist werd opgegeven. Bali woonde ten tijde van de vermissing in Yorkton, Canada en werd tussen 13:00 en 13:45 uur voor het laatst gezien. Sindsdien zijn er diverse tips binnengekomen van mensen die haar gezien hebben, maar geen concrete aanwijzingen. Ook is onduidelijk of ze überhaupt nog in leven is.

## Levensloop
Bali werd op 2 juli 1999 geboren als Mekayla Margaret Kim Niebergall in Regina. Op 11 september 2015, zeven maanden voor haar verdwijning, veranderde ze haar achternaam in Bali. Haar moeder, Paula Marie Bali, werkt als consultant bij het ministerie van sociale zaken van de provincie Saskatchewan. Wie haar vader is is niet officieel bekend, maar na haar vermissing meldde een man genaamd Rick Breit zich als biologische vader. Bali woonde in een huis met haar moeder, tante, grootmoeder en twee broers/zussen in Yorkton. Eén maand voor haar vermissing overleed haar grootvader.

### Persoonlijkheid
Bali wordt door haar moeder omschreven als een verlegen, stille meid. Ze speelde viool en was lid van de toneelclub van haar middelbare school. Een van haar vrienden omschrijft haar als een zorgzaam iemand en iemand die altijd haar vrienden voorop zet. Bali was nog nooit weggelopen of lang weggebleven en is, volgens haar moeder, geen kind dat risico's neemt. Wel is bekend dat ze gepest werd omwille van haar acne.

### Uiterlijk
Volgens de officiële persoonsbeschrijving is Bali is 157 cm lang en weegt 56 kg. Haar natuurlijke haarkleur is rood, maar op het moment van de vermissing had ze haar haar blond geverfd. Verder heeft Bali heeft blauwe ogen, acne, een kleine moedervlek op haar kin, enkele littetekens op haar voorhoofd als gevolg van waterpokken, littekens van zelfbeschadiging en vooruitstekende tanden. Ook droeg Bali soms een bril.

## Vermissing
Op basis van getuigenverklaringen en honderden uren aan videomateriaal, konden rechercheurs een tijdsbeeld scheppen van Bali's acties en locaties op de dag van haar vermissing.
Bali's vrienden van school hebben verklaard dat Bali in de dagen voorafgaand aan de verdwijning gezegd zou hebben een uitstapje naar diverse locaties te willen maken, waaronder Regina. Ook zou Bali hebben gezegd $5000 op haar bankrekening te hebben, maar politie-onderzoek wees uit dat dat niet het geval was. Op maandag 11 april, één dag voor haar vermissing, stuurde ze een bericht naar een vriendin waarin ze vroeg om een ritje naar een filiaal van de TD Bank. Ook nam ze meermaals contact op met de bank en nam uiteindelijk $25 op. 's Avonds stuurde ze een bericht naar vrienden waarin ze aangaf ontevreden te zijn en hulp nodig te hebben.

### 12 april

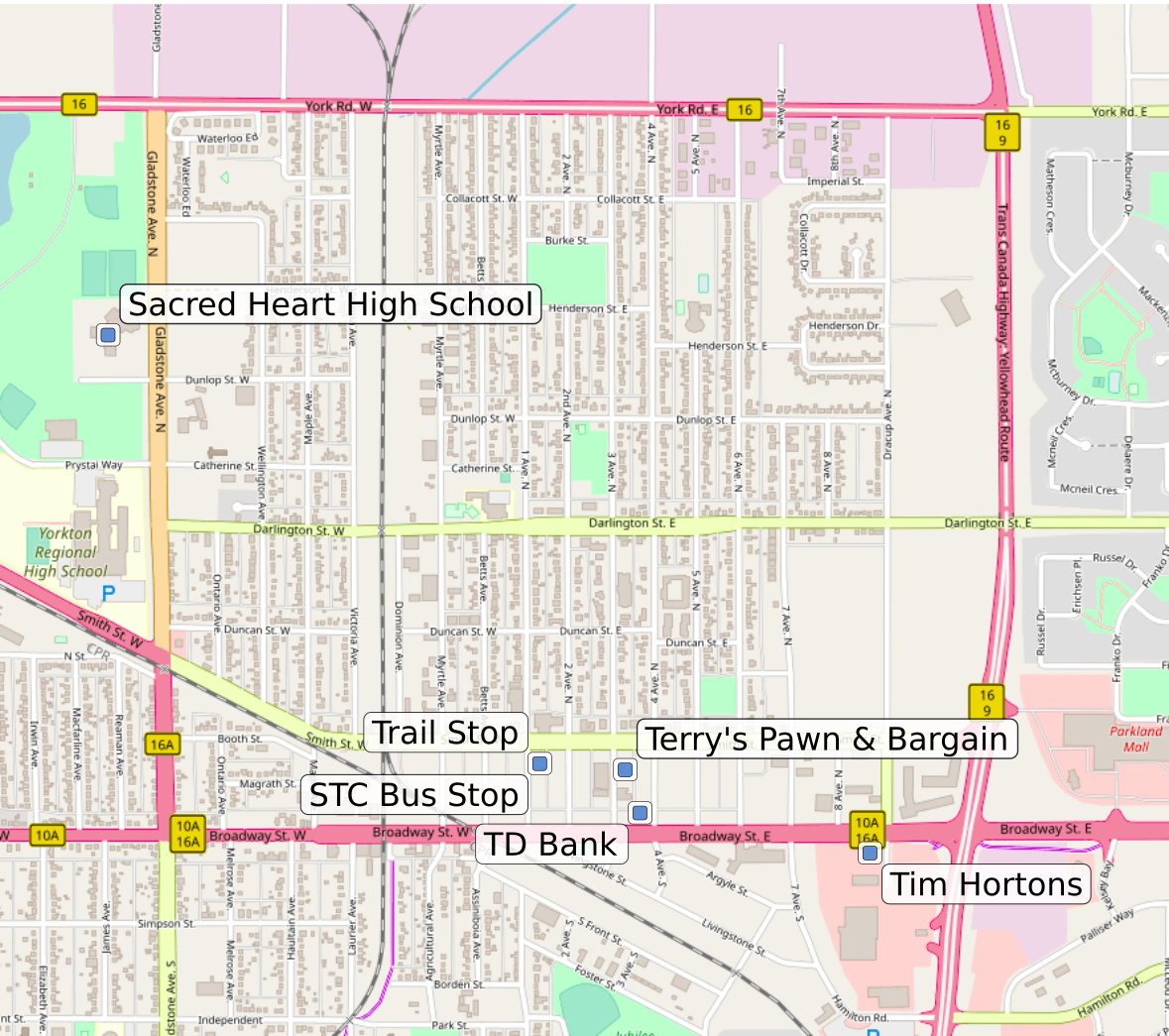
Kaart van Yorkton met locaties waar Bali op 12 april 2016 werd gezien

Op dinsdagochtend 12 april 2016, om 6:41, stuurde Bali nogmaals een bericht naar een vriendin voor een ritje naar de TD Bank. Haar vriendin wees het verzoek echter af omdat de bank pas later in de dag open zou gaan. Volgens Bali's moeder was 12 april een doodgewone ochtend, zonder aanwijzingen dat er iets aan de hand was. Bali's grootmoeder zette haar, zoals gebruikelijk, af bij school, waar ze tussen 8:10 en 8:20 arriveerde. Op beveiligingscamera's is te zien dat Bali om 8:21 een map in haar kluis stopte en vervolgens, om 8:30, via de achterdeur het gebouw verliet. Vervolgens werd ze gefilmd door een surveillancecamera bij het spoor. Een medewerker van Terry's Pawn and Bargain, een lokale lommerd, verklaarde aan de politie dat Bali tussen 8:40 en 8:50 een zilveren ring probeerde te verpanden. Haar verzoek werd echter geweigerd omdat de ring te weinig waard zou zijn. Tussen 8:50 en 8:55 werd ze gezien bij de TD Bank, alwaar ze $55 opnam. Om 9:00 werd ze door een surveillancecamera op Broadway Street gefilmd.
Rond 9:10 a.m werd ze op camera's bij een filiaal van Tim Hortons/Wendy's gefilmd, waar ze een versnapering kocht en vervolgens ging zitten. Op beeld is te zien dat ze met haar telefoon in de weer was en de telefoon zelfs uit elkaar haalde en weer ik elkaar zette. Om 9:23 verliet ze het restaurant, om vervolgens weer naar binnen te gaan en via een andere uitgang alsnog naar buiten te gaan. Vervolgens werd Bali 25 minuten lang door camera's nabij het restaurant gefilmd, waarop te zien is dat ze rondliep en het gebied verkende. Om 9:49 ging ze het restaurant weer binnen. Vervolgens is te zien hoe ze 20 minuten lang constant op haar telefoon zat, berichten verstuurde en langdurige telefoongesprekken voerde. Om 10:12 stuurde ze een bericht naar een vriendin waarin ze om hulp vroeg, maar na een paar minuten liet ze weten geen hulp meer nodig te hebben. Daarna verliet ze het restaurant ten tweede male, om vervolgens weer naar binnen te gaan. Om 10:43 liep ze naar een oudere dame en voerde een kort gesprek met haar. De politie kwam de dame later op het spoor en ze verklaarde dat Bali had gevraagd om haar te helpen bij het boeken van een hotelkamer, maar het verzoek had afgewezen. Na het gesprek is te zien dat Bali nog even op haar telefoon kijkt en vervolgens het restaurant verlaat.
Na het verlaten van het restaurant werd ze om 10:45 door camera's op Broadway Street East gefilmd. Na enige tijd liep ze richting 7th Avenue, maar vervolgens weer terug over Broadway Street East. Vervolgens werd Bali een uur lang niet meer gezien, maar volgens een medewerker van STC was ze gedurende die tijd bij het busstation, waar ze vroeg hoe laat de volgende bus naar Regina vertrok. De volgende bus ging echter pas om 17:00, waarna ze zonder kaartje te kopen weer wegging. Om 11:35 liet ze een vriendin weten haar tijdens de lunchpauze te zullen zien. Om 11:59 liep ze het schoolgebouw binnen, maar ging naar twee andere scholieren. Aan hen zou Bali hebben verteld op een uitstapje naar Regina te willen gaan. Om 12:03 is te zien dat ze het schoolgebouw weer verliet. Vervolgens werd ze bij het Trail Stop-restaurant gefilmd waar ze lunchte. Dit restaurant bevond zich naast het busstation. Op basis van getuigenverklaringen kon worden vastgesteld dat ze het restaurant tussen 13:00 en 13:45 verliet. Na die tijd heeft niemand haar meer gezien; ook was ze niet meer te zien op camerabeelden. De politie kon bevestigen dat ze niet met de bus was gegaan.
De volgende ochtend, om 6:51, maakte Bali's telefoon voor het laatst contact met een zendmast. Volgens de politie had Bali sindsdien ook haar socialemedia-accounts niet meer gebruikt. Drie maanden later werd een Snapchat-bericht van een van haar vrienden ineens als gelezen gemarkeerd. Het is echter niet vast te stellen of Bali het bericht ook daadwerkelijk gelezen heeft. De politie kon ook bevestigen dat haar bankrekening niet meer gebruikt was en dat ze geen paspoort bij zich droeg.